# رينيه فان دير ليندن
رينيه فان دير ليندن (بالهولندية: Pierre René Hubert Marie van der Linden)‏ هو سياسي هولندي، ولد في 14 ديسمبر 1943 بليمبورخ في هولندا. حزبياً، نشط في حزب النداء الديمقراطي المسيحي.

## مناصب
- انتخب عضو مجلس نواب هولندا  [لغات أخرى]‏ (29 نوفمبر 1988 – 19 مايو 1998).
- انتخب رئيس مجلس الشيوخ الهولندي [الإنجليزية]‏ (6 أكتوبر 2009 – 28 يونيو 2011).
- انتخب عضو مجلس الشيوخ في هولندا (8 يونيو 1999 – 9 يونيو 2015).
- انتخب عضو مجلس نواب هولندا  [لغات أخرى]‏ (8 يونيو 1977 – 14 يوليو 1986).